# Treasures from the Temple
Treasures from the Temple – dziewiąty album studyjny Thievery Corporation, wydany 20 kwietnia 2018 roku w Stanach Zjednoczonych przez Eighteenth Street Lounge Music jako CD, podwójny LP i digital download.

## Album

### Muzyka
Treasures from the Temple to album towarzyszący poprzedniemu wydawnictwu zespołu The Temple of I & I. Zawiera 12 utworów, wśród których są zarówno oryginalne nagrania jak i remiksy z sesji nagraniowej w Geejam Studio w Port Antonio na Jamajce. Jako wokaliści wystąpili: Lou Lou Ghelichkhani, Mr. Lif, Sitali, Racquel Jones, Natalia Clavier i Notch. Do pierwszego singla promującego album nakręcono teledysk „Voyage Libre” w reżyserii Tiny Rivera. 

### Lista utworów
Zestaw utworów na płycie CD na podstawie Discogs:
| Nr  | Tytuł utworu                      | Wokal               | Długość |
| --- | --------------------------------- | ------------------- | ------- |
| 1.  | „San San Rock”                    |                     | 4:05    |
| 2.  | „History”                         | Mr. Lif, Sitali     | 3:42    |
| 3.  | „Music To Make You Stagger”       |                     | 5:45    |
| 4.  | „Letter To The Editor (TC Remix)” | Racquel Jones       | 3:30    |
| 5.  | „Destroy The Wicked”              | Notch               | 3:46    |
| 6.  | „Guidance”                        |                     | 4:22    |
| 7.  | „Water Under The Bridge”          | Natalia Clavier     | 4:47    |
| 8.  | „Voyage Libre”                    | LouLou Ghelichkhani | 3:55    |
| 9.  | „Road Block (TC Remix)”           | Racquel Jones       | 4:11    |
| 10. | „Joy Ride”                        | Mr. Lif             | 3:39    |
| 11. | „La Force De Melodie”             | LouLou Ghelichkhani | 4:08    |
| 12. | „Waiting Too Long”                | Notch               | 4:02    |
|     |                                   |                     | 49:52   |

## Odbiór

### Opinie krytyków
| Oceny łączne           | Oceny łączne |
| Publikacja             | Ocena        |
| ---------------------- | ------------ |
| Album of the Year      | 76/100       |
| Recenzje               |              |
| Publikacja             | Ocena        |
| Exclaim!               | 9/10         |
| musicOMH               | [ 5 ]        |
| Northern Transmissions | 7.0/10       |
| RYM                    | 2.86/5       |
| Sputnikmusic           | 3.0/5        |
| The Spill Magazine     | [ 9 ]        |

The Spill Magazine w redakcyjnej recenzji określa Treasures from the Temple jako album, który jest „eklektyczną, głównie reggae i wyspiarską kolekcją utworów z gościnnymi wokalistami i wieloletnimi współpracownikami zespołu: Mr. Lifem, Natalią Clavier i Lou Lou Ghelichkani, a także wschodzącą gwiazdą reggae, Racque Jones”. Najbardziej widoczne inspiracje w Treasures from the Temple to reggae i bossa nova, na których opiera się ponad połowa z 12 utworów albumu. Najwyrazistszy z nich to „Letter to the Editor” z wokalem Racquel Jones. „History”, zaśpiewana przez Mr. Lifa to „niezwykle potężna, częściowo autobiograficzna opowieść o czarnej Ameryce”, a „Voyage Libre” w wykonaniu Lou Lou Ghelichkani to „równie imponujący klejnot”.
Na wkład Mr. Lifa i LouLou Ghelichkani zwraca również uwagę Dylan Barnabe z magazynu Exclaim!. „Voyage Libre” określa jako piosenkę „z przewiewnym, francuskim i melodyjnym klimatem”, uosabiającym swobodę, z którą Thievery Corporation od dawna łączył bossa novę, reggae, lounge i hip-hop, chillout i jazz. Z kolei „History”, to utwór o zabarwieniu politycznym, „opisujący czarne doświadczenia w Ameryce”. W podsumowaniu stwierdza, iż „Treasures from the Temple emanuje takim samym bogactwem muzycznym i różnorodnością brzmień, jakich fani i krytycy oczekują od duetu. Stanowi imponujący dodatek do ich kolekcji i świadczy o trwałym wpływie i sile jednego z szanowanych weteranów muzyki elektronicznej”.
Zdaniem redakcji The Analog Vault „Treasures from the Temple emanuje ostatecznie takim samym bogactwem muzycznym i różnorodnością brzmień, jakich fani i krytycy oczekują od duetu. To imponujący dodatek do ich kolekcji”.
Natomiast według Bena Devlina z musicOMH Treasures from the Temple to „wydawnictwo zdecydowanie bardziej do słuchania w tle, ponieważ nie ma tu nic szczególnie radykalnego”. Recenzent zauważa jednak, że jest to album „bardzo starannie wyprodukowany”.

### Listy tygodniowe
| Kraj              | Lista                               | Pozycja |
| ----------------- | ----------------------------------- | ------- |
| Austria           | AustrianCharts                      | 21      |
| Belgia            | Ultratop (Flandria)                 | 113     |
| Niemcy            | Offizielle Deutsche Charts          | 49      |
| Portugalia        | AFP                                 | 13      |
| Stany Zjednoczone | Dance/Electronic Albums (Billboard) | 8       |
| Stany Zjednoczone | Independent Albums (Billboard)      | 13      |
| Szwajcaria        | Schweizer Hitparade                 | 47      |